# 陈韬 (1972年)
陈韬（1972年2月—），云南昭阳人，中华人民共和国政治人物。

## 生平
陈韬
1972年2月，陈韬出生在云南省昭阳县（今昭通市昭阳区）。1990年3月，陈韬加入江西万安武警水电二总队服役，1992年12月退役。
1993年4月，陈韬分配至昭通市昭阳区北闸镇人民政府（今北闸街道）工作，期间于1996年4月加入中国共产党。2006年12月，陈韬出任昭阳区北闸镇副镇长。次年6月，陈韬转任昭阳区煤工局副局长。2009年7月，陈韬出任昭阳区苏甲乡党委副书记、代理乡长，9月正式出任乡长。
2011年5月，陈韬调任昭阳区凤凰办事处党委副书记、主任，2015年10月升任党委书记。
2016年11月，陈韬调任中共水富县委常委、常务副县长。
2018年5月，陈韬出任镇雄县常务副县长兼镇雄县委常委，2019年2月兼任镇雄县委党校校长。
2021年5月，陈韬调任永善县委副书记、县政府代理县长、党组书记。

### 落马
2024年6月6日，陈韬涉嫌严重违纪违法接受昭通市纪委监委纪律审查和监察调查。